# Śmiadowo (jezioro)
Śmiadowo – jezioro lobeliowe na terenie obszaru Natura 2000, położone w województwie zachodniopomorskim, w powiecie szczecineckim, w gminie Borne Sulinowo sąsiaduje z miejscowością o tej samej nazwie. Aktualnym zarządcą jest gospodarstwo rybackie w Szczecinku. Na akwenie znajduje się 6 wysp a na jednej z nich znajduje się kolonia kormoranów.